# Neorbitolinopsis
Neorbitolinopsis es un género de foraminífero bentónico de la subfamilia Orbitolininae, de la familia Orbitolinidae, de la superfamilia Orbitolinoidea, del suborden Orbitolinina y del orden Loftusiida. Su especie tipo es Orbitolina conulus. Su rango cronoestratigráfico abarca desde el Albiense superior hasta el Cenomaniense inferior (Cretácico inferior).

## Discusión
Clasificaciones previas incluían Neorbitolinopsis en el suborden Textulariina del orden Textulariida o en el orden Lituolida.

## Clasificación
Neorbitolinopsis incluye a la siguiente especie:
- Neorbitolinopsis conulus †